# New Concord, Ohio
New Concord là một làng thuộc quận Muskingum, tiểu bang Ohio, Hoa Kỳ. Năm 2010, dân số của làng này là 2491 người.

## Dân số
- Dân số năm 2000: 2651 người.
- Dân số năm 2010: 2491 người.